# Henri Camara
Henri Camara (Dakar, 1977. május 10. – ) szenegáli válogatott labdarúgó.

## Pályafutása

### Klubcsapatban
Dakarban született, guineai apától és szenegáli anyától. Pályafutását a Strasbourgban kezdte (1998–99), majd Svájcba igazolt a Neuchâtel Xamax csapatához. A 2000–01-es szezonban a Grasshoppersben játszott, melynek színeiben megnyerte a svájci bajnoksgot, majd visszatért Franciaországba a Sedan együtteséhez. 2003 és 2010 között az Egyesült Királyságban játszott. 2003 és 2005 között a Wolverhampton Wanderers játékosa volt, de két alkalommal is kölcsönadták, 2004-ben a Celtic, 2005-ben a Southampton vette kölcsön. 2005 és 2009 között a Wigan Athleticben játszott, de két alkalommal ismét kölcsönadták. A 2007–08-as szezonban a West Ham Unitedben, 2009-ben a Stoke Cityben szerepelt kölcsönben. A 2009–10-es idényben a Sheffield United játékosa volt. 
2010 és 2018 között Görögországban játszott. 2010 és 2011 között az Atrómitosz Athinón, 2011 és 2014 között a Panaitolikósz, 2014 és 2015 között a PAE Kalonísz, 2015-ben a PAE Lamía játékosa volt. A 2015–16-os idényben visszatért a Panaitolikósz csapatához. 2016-ban az Apólon Zmírnisz, 2016 és 2017 között a Jonikósz, 2017 és 2018 között a Fosztírasz csapatában játszott.

### A válogatottban
1999 és 2008 között 99 alkalommal szerepelt az szenegáli válogatottban és 29 gólt szerzett. Részt vett a 2000-es, a 2004-es, a 2006-os és a 2008-as afrikai nemzetek kupáján, mellette tagja volt a 2002-es afrikai nemzetek kupáján ezüstérmet szerzett válogatott keretének és részt vett a 2002-es világbajnokságon is, ahol a Svédország elleni nyolcaddöntőben kétszer is eredményes volt és aranygóllal továbbjuttatta csapatát.

## Sikerei, díjai
Grasshoppers
- Svájci bajnok (1): 2000–01

Celtic FC
- Skót bajnok (1): 2003–04
- Skót kupagyőztes (1): 2003–04

Szenegál
- Afrikai nemzetek kupája döntős (1): 2002